# 雙龍・チェアマン
チェアマン (CHAIRMAN、朝: 체어맨) は、大韓民国の自動車メーカー、雙龍自動車 (現: KGモビリティ) により製造・販売されていた4ドアセダン型の普通乗用車である。

## 初代 (1997年 - 2014年)
2代目メルセデス・ベンツ Eクラスのプラットフォームをベースに雙龍初の高級セダンとして登場。初代はまさにベンツそのものであっただけに「ベンツの血統」というキャッチコピーのCMまで存在した。
Eクラスをベースとしているものの、外観はSクラス（W140型）を強く意識したものとなっていた。ラインナップはメルセデス・ベンツのライセンスを取得し、生産された3.2L・直列6気筒の「CM600」、2.8L・直列6気筒の「CM500」、2.3L・直列4気筒の「CM400」の計3種で、いずれも5G-TRONICと呼ばれる5速ATが組み合わされる。
- 1997年 - 発売。
- 1998年 - 雙龍自動車が大宇自動車（現在の韓国GM）に吸収され、「デーウ・チェアマン」として販売される。
- 2000年 - 雙龍ブランド復活とともに車名も「サンヨン・チェアマン」に戻る。
- 2001年 - ラジエーターグリルとアルミホイールの意匠を変更。
- 2003年 - 大掛かりなマイナーチェンジを実施、前後デザインを大幅に変更。
- 2006年 - 3.6Lエンジンを追加。
- 2008年 - 「チェアマンW」の投入に伴い、車名を「チェアマンH」に変更。グレードを3.2Lエンジンの「600S」と2.8Lエンジン搭載の「500S」に集約され、ノーマルボディのみとなるもののチェアマンW登場後も併売されている。
- 2011年 - マイナーチェンジ。フロントマスクを大幅に変更した。
- 2013年 - モデル廃止。

## 2代目 (2008年 - 2017年)
前後レンズ周りやドアミラー内蔵ターンランプにLEDを多用し、高級感と機能性を高めるとともに、ハーマン・カードン製オーディオシステムや電子制御サスペンション、電子式パーキングブレーキ、スマートエントリー＆プッシュスタートシステムなど快適装備や先進装備を盛り込んだ。
グレードは3.2L・直6エンジン搭載の「CW600」、3.6L・直6エンジン搭載の「CW700」、そしてメルセデス製5L・V8エンジン（M113）を搭載した「V8・5000」の3グレードを根幹にCW700とV8・5000にはホイールベースを300mm延長したリムジンの「CW700L　Limousine」と「V8・5000L　Limousine」、ならびにハイエンドモデルの「SUMMIT」が用意される。またCW700には4WDの「CW700L　4Tronic」も用意される。なお全車7G-TRONICと呼ばれる7速ATとの組み合わせとなる。
- 2008年 - チェアマンの後継車種として登場。
- 2011年07月 - マイナーチェンジ。名称が「ニューチェアマンW」となる。ヘッドライトやグリルといったフロント回りはもちろん、リヤレンズも新意匠とする大規模な改良が加えられた。装備的にはオートレベリング機構つきHIDヘッドライトやLEDターンシグナルランプ、バンパー一体型エキゾーストフィニッシャー、新デザインのトリップコンピューターを追加している。全長は標準/リムジンとも25mm延び、それぞれ5,135mm/5,435mmとなった。3.2Lの4WDモデル「CW600 4Tronic」が追加された。
- 2016年02月 - マイナーチェンジ。名称が「チェアマンW カイザー（KAISER）」となる。尚、サブネームはドイツ語で「皇帝」を意味する。
- 2017年12月 - 生産終了。同時に、サンヨンのラインナップから乗用車が消滅。

## 車名の由来
「CHAIRMAN」は英語で「議長、会長」を意味する。
また、「高級車に乗ることの特別な自尊心と誇りを与える」という意味を示していると同時に「H」はHIGHの、「W」はWorld Classのそれぞれの頭文字を表している。